# Sewercide
Sewercide ist eine australische Death- und Thrash-Metal-Band aus Melbourne, die 2011 gegründet wurde.

## Geschichte
Die Band wurde im Januar 2011 gegründet. Im folgenden Jahr schloss sich die Split-Veröffentlichung States of Decay mit Randomorder an. 2013 folgten zwei weiteren mit Casket bzw. Presumed Dead. Im selben Jahr kam Thomas Jackson als weiterer Gitarrist hinzu und der Sänger Hugh Lunn wurde durch Harry Watson ersetzt. 2014 nahm die Band an Tourneen mit Grave und Wehrmacht sowie DRI und Krisiun teil. 2016 erschien über Unspeakable Axe Records das Debütalbum Immortalized in Suffering.

## Stil
Luxi Lahtinen von metalcrypt.com schrieb in seiner Rezension zu Severing the Mortal Cord, dass die Band eine wilde Mischung aus Thrash- und Death-Metal spielt, wobei man sich an frühe Demolition Hammer und frühe Malevolent Creation orientiere. Während sich der Gesang eher am Thrash Metal halte, bewege man sich durch die E-Gitarren stärker zum Death Metal hin. Simon Dümpelmann vom Rock Hard stellte auf Immortalized in Suffering ebenfalls einen Mix aus Death- und Thrash-Metal fest. Man vermische „primär die Thrash-Ingredienzen“ mit „groovigeren Death-Momente[n]“. Im Gegensatz zu ähnlichen australischen Bands vermeide man es sich „in irgendeinem angeschwärzten Lo-Fi-Geknatter zu verlieren oder es auf der anderen Seite mit dem traditionelleren Schwermetall-Pathos übertreiben zu müssen“. Vergleichen zu Demolition Hammer oder Immolation, die er bereits an anderer Stelle gelesen habe, könne er zustimmen.

## Diskografie
- 2012: Severe Trauma (Demo, Eigenveröffentlichung)
- 2012: States of Decay (Split mit Randomorder, Eigenveröffentlichung)
- 2013: Casket / Sewercide (Split mit Casket, Unholy Anarchy Records)
- 2013: Sewercide / Presumed Dead (Split mit Presumed Dead, Unspeakable Axe Records)
- 2014: Partners in Grime - Violent Gorge Split (Split mit Violent Gorge, Eigenveröffentlichung)
- 2015: Severing the Mortal Cord (EP, Infernal Devastation Records)
- 2016: Immortalized in Suffering (Album, Unspeakable Axe Records)
- 2016: Sewercide / Of Corpse (Split mit Of Corpse, Demonskull Records)
- 2017: Sewercide / Cemetery Filth (Split mit Cemetery Filth, Unspeakable Axe Records)